# Атака Гроба
Ата́ка Гро́ба, также Дебю́т Гро́ба — дебют, начинающийся ходом 1. g2-g4.
Относится к фланговым началам. Дебют назван по имени швейцарского шахматиста Генри Гроба, применявшего его.
По своим идеям дебют похож на дебют Сокольского, однако при этом серьёзно ослабляется пешечная структура королевского фланга. Также минусом считается сдача центра сопернику (во многих учебниках шахматной игры центр считается ключевым стратегическим полем в начале партии) и вскрытие диагонали, по которой при невнимательности можно получить дурацкий мат на втором ходу.

## История
Первые партии, сыгранные этим дебютом, относятся к концу XIX века. В дальнейшем так изредка начинал свои партии в сеансах одновременной игры Савелий Тартаковер. Генри Гроб, чьё имя впоследствии получил дебют, провёл достаточно глубокие его исследования и сыграл им несколько десятков партий по переписке.
Популярный российский блогер, мастер ФИДЕ Максим Омариев отстаивает этот дебют, регулярно применяя его при игре онлайн.

## Варианты
- 1. …d7-d5 2. Сf1-g2 — гамбит Гроба.
- 1. …d7-d5 2. Сf1-g2 c7-c6. 3. g4-g5
- 1. …d7-d5 2. Сf1-g2 Сc8:g4 3. c2-c4 — гамбит Фрица.
- 1. …d7-d5 2. Сf1-g2 Сc8:g4 3. c2-c4 d5-d4 — контргамбит Ромфорда[2].
  - 4. Сg2:b7 Кb8-d7 5. Сb7:a8 Фd8:a8 — возможное продолжение.

Также после хода 1. g2-g4 белые при неосторожной игре могут получить дурацкий мат:
- 1. …e7-e5 2. f2-f3 Фd8-h4#.